# Konkomba (Sprache)
Konkomba (auch: Likpakpaln, Kpankpam, Kom Komba) ist die Sprache der Konkomba-Volksgruppe mit ca. 500.000 Sprechern in Ghana (2003) und 50.100 Sprechern in Togo. 
Die Sprecher von Konkomba leben an der Nordostgrenze Ghanas in der Gegend von Guerin, im Yendi District. Viele Gruppen sind zerstreut im gesamten zentralen Norden Ghanas anzufinden. 
Anerkannte Dialekte sind Lichabool-Nalong, Limonkpel, Linafiel, Likoonli und Ligbeln. 